# آن أميرة أورليان
آن أميرة أورليان (بالفرنسية: Anne d'Orléans) (5 أغسطس 1906 - 19 مارس 1986) كانت زوجة الأمير أميديو دوق أوستا.
تزوجت من ابن عمها الأمير أميديو (دوق أوستا) ((1898-1942) في نابولي، مملكة إيطاليا، في 5 تشرين الثاني عام 1927، ولها ابنتان:
- مارغريتا إيزابيلا ماريا فيتوريا إيمانويلا إلينا غينارا (مواليد 7 نيسان، 1930 في القصر الملكي في كابوديمونتي). تزوجت في 28–29 ديسمبر 1953 الأرشيدوق روبرت، الابن الثاني لآخر أباطرة النمسا تشارلز الأول إمبراطور النمسا، ولها ثلاثة أبناء وابنتين.
- ماريا كريستينا غيستا إلينا جيوفانا (مواليد 12 سبتمبر 1933 في قصر ميرامار)، تزوجت في 29 يناير، 1967 الأمير كازيمير بوربورن-الصقليتين، ينحدر من الأمراء الإسبان (أمير آل بوربون) الذين حكموا في سيسلي ولها ولدين وابنتين.